# 康伯愚
康伯愚（？—？），江西吉安人，明朝政治人物。
明洪武八年，接替王文贞任上海县知县一职，任內修建阜民坊，后由王瑛接任。